# Bob Odenkirk

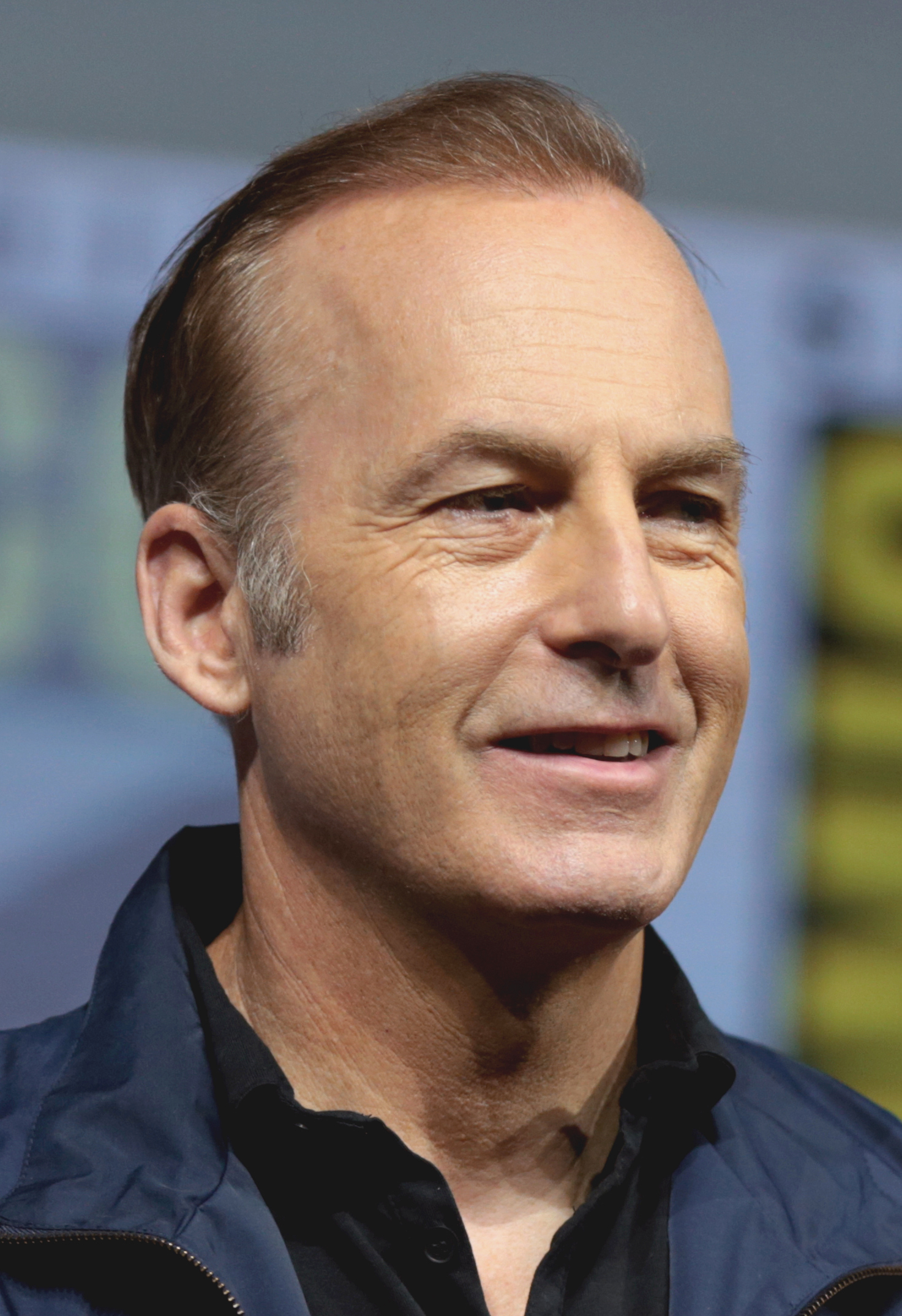
Bob Odenkirk auf der Comic-Con International 2018

Robert John „Bob“ Odenkirk (* 22. Oktober 1962 in Berwyn, Illinois) ist ein US-amerikanischer Schauspieler, Komiker, Schriftsteller, Regisseur und Filmproduzent. Odenkirk ist vor allem für seine Rolle als Rechtsanwalt Saul Goodman in den AMC-Fernsehserien Breaking Bad und Better Call Saul sowie als Mitbegründer und Co-Star der HBO-Sketch-Comedyshow Mr. Show with Bob and David bekannt.

## Leben
Bob Odenkirk kam in Berwyn, Illinois, zur Welt und wuchs im nahe gelegenen Naperville mit sechs Geschwistern als Sohn von Barbara und Walter Odenkirk auf. Einer seiner Brüder ist der Comedy-Autor Bill Odenkirk. Er ist teils deutscher und irischer Abstammung. Sein Vater führte eine Druckerei. Odenkirks Vater starb geschieden an Krebs. Der Kampf seines Vaters gegen den Alkoholismus beeinflusste Odenkirks Entscheidung, Alkohol möglichst zu meiden.
Während der Dreharbeiten der 6. Staffel von Better Call Saul erlitt Odenkirk einen leichten Herzinfarkt, durch den er zehn Tage seiner Erinnerungen verlor und durch den die Dreharbeiten für fünf Wochen unterbrochen werden mussten.
Odenkirk ist seit 1997 mit der Produzentin Naomi Yomtov verheiratet. Sie haben zwei gemeinsame Kinder.

## Karriere

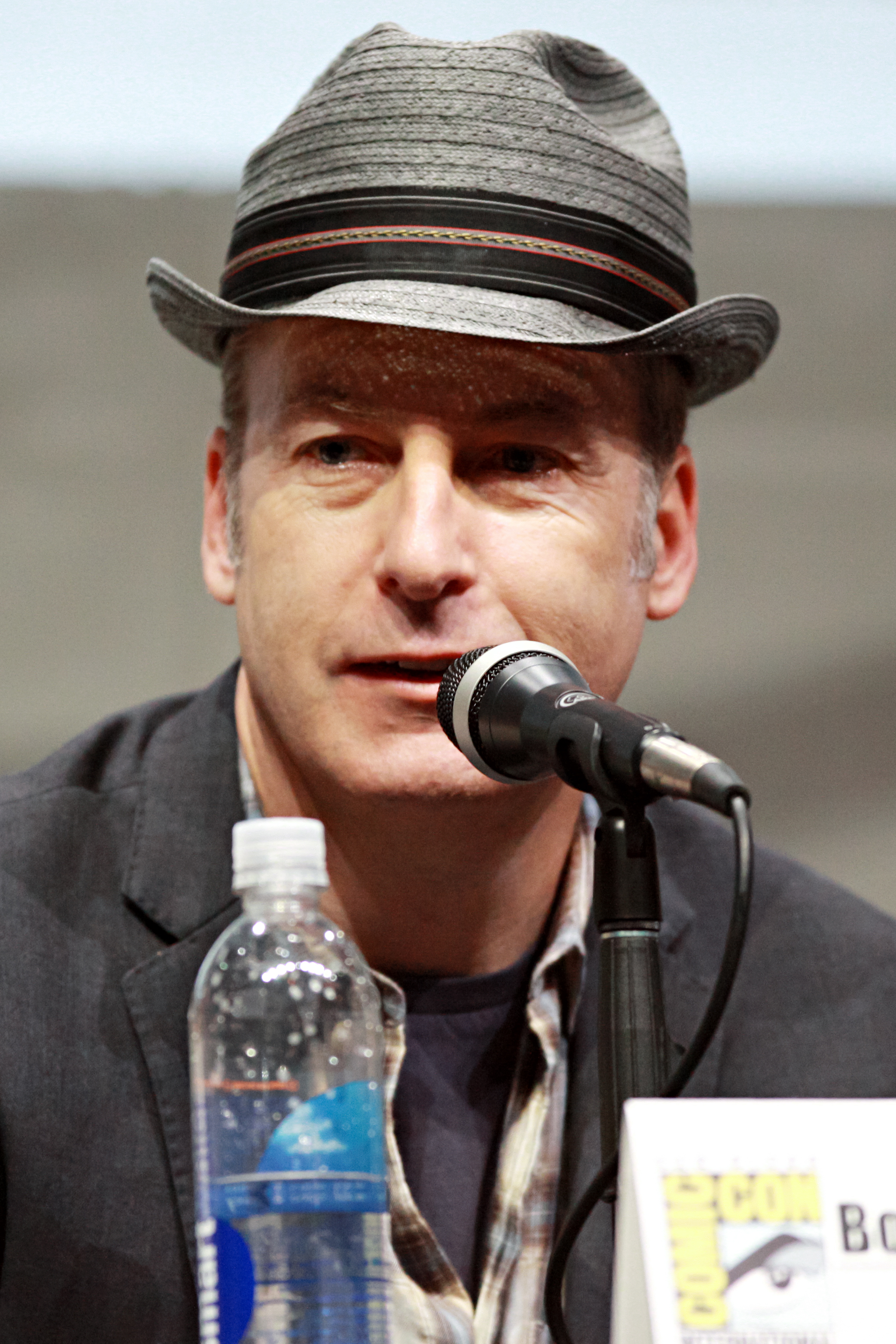
Bob Odenkirk bei der Comic-Con International 2013

Odenkirk begann seine Karriere als DJ für WIDB, das Campusradio der Southern Illinois University Carbondale. Inspiriert wurde er durch Komödien wie Monty Python’s Flying Circus und Second City Television, durch die Komiker Steve Martin, Woody Allen, The Credibility Gap und Bob und Ray sowie durch einen Besuch im Second City Theater im Alter von 14 Jahren. Nach drei Jahren am College beschloss Odenkirk, sich einen Namen in Chicagos Comedy-Szene zu machen. Zuerst studierte er mit dem Improvisations-Guru Del Close. Odenkirk besuchte den The Players Workshop von The Second City, wo er Robert Smigel begegnete und eine langjährige Zusammenarbeit mit Smigel begann, die Odenkirk schließlich zu Saturday Night Live (SNL) führte.
1987 wurde Odenkirk als Sketch-Autor bei SNL engagiert und arbeitete dort bis 1991. 1989 erhielt er seinen ersten Emmy in der Kategorie Outstanding Writing in a Variety or Music Program. Er arbeitete dort gemeinsam mit Smigel und Conan O’Brien. Odenkirk war unsicher über die Qualität seiner Sketche, die er nicht als effektiv empfand. Im Sommer 1988 kehrte er zu Second City zurück, um eine Show mit Smigel und O’Brien namens Happy Happy Good Show zu produzieren. Im folgenden Sommer folgte die Ein-Mann-Show Show-Acting Guy, bei der sein Freund Tom Gianas Regie führte. In seinem letzten Jahr bei SNL arbeitete er zusammen mit Adam Sandler, David Spade, Chris Rock und Chris Farley. Er verließ die Serie, nachdem er Drehbücher für die vierte Staffel geschrieben hatte.
1991 arbeitete Odenkirk für die Fernsehshow Get a Life und im Jahr darauf für die The Dennis Miller Show. Odenkirk, der bei Saturday Night Live kurzzeitig ein Büro mit Ben Stiller geteilt hatte, war ab 1992 für die The Ben Stiller Show als Sketch-Autor und Schauspieler tätig. Für diese Serie erhielt er einen weiteren Emmy in der Kategorie Outstanding Writing in a Variety or Music Program.
Von 1995 bis 1998 produzierte Odenkirk gemeinsam mit David Cross die Comedysendung Mr. Show with Bob and David. Seit 1999 war Odenkirk überwiegend als Schauspieler in Fernsehfilmen und Serien tätig. 2003 führte er beim Film Melvin Goes to Dinner Regie.

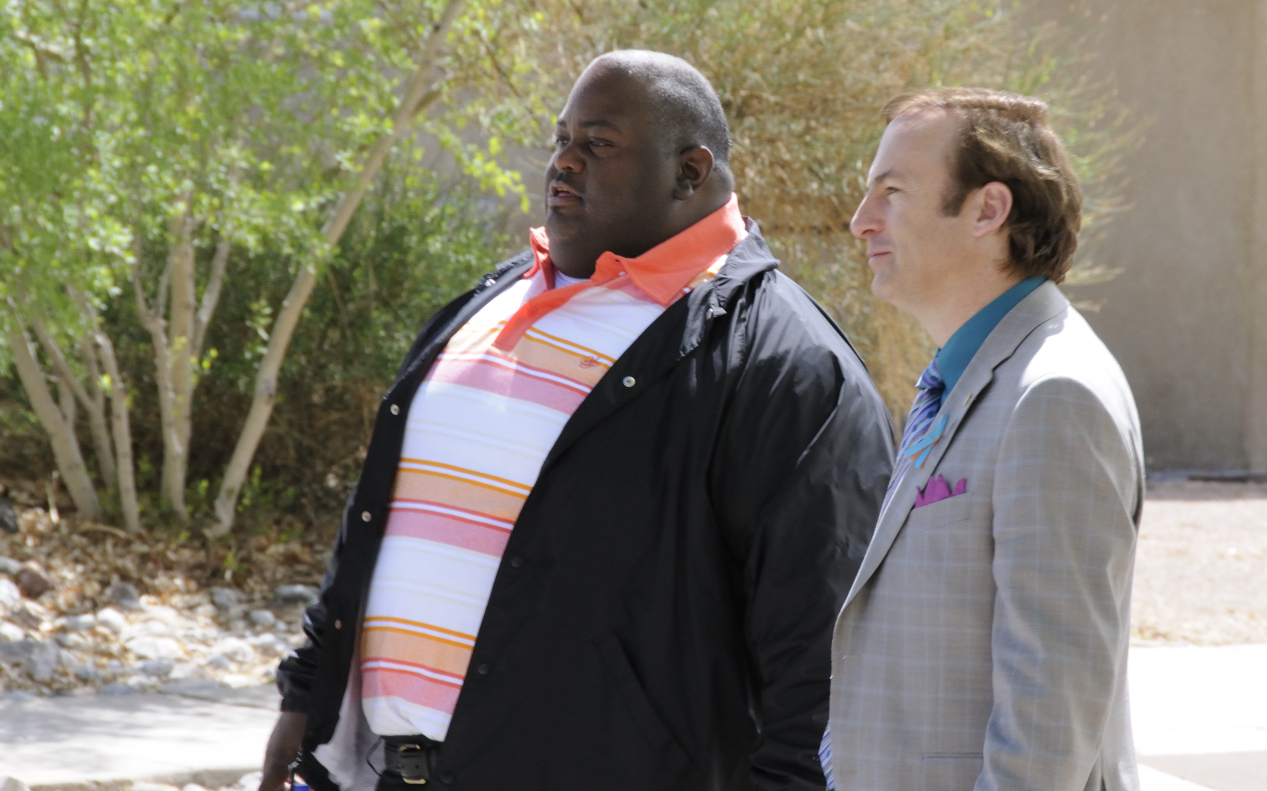
Bob Odenkirk zusammen mit Lavell Crawford bei Dreharbeiten zur vierten Staffel der Fernsehserie Breaking Bad

Einem internationalen Publikum wurde er ab dem Jahr 2009 durch seine Rolle als Saul Goodman in der Serie Breaking Bad bekannt. Als Nebenrolle ist er auch als Artillery-Arthur bei How I Met Your Mother zu sehen. Im März 2012 bekam er eine Rolle als Voice Actor in der 2013 angelaufenen Animations-Horrorkomödie Hell & Back.
Im September 2013 kündigten Sony Pictures Entertainment und AMC einen Ableger von Breaking Bad mit Odenkirk in der Hauptrolle an. Die erste Staffel der Serie Better Call Saul lief im Februar 2015 an. Für seine Darstellung war er schon mehrfach für einen Emmy nominiert. Bei den Dreharbeiten zur sechsten und letzten Staffel erlitt Odenkirk Ende Juli 2021 einen Herzinfarkt und kehrte nach seiner Genesung wieder zu den Dreharbeiten zurück.
Seine deutsche Synchronstimme ist die des deutschen Schauspielers Michael Pan.

## Filmografie (Auswahl)

### Als Schauspieler
- 1992–1993: The Ben Stiller Show (Fernsehsendung, 13 Episoden)
- 1993: Roseanne (Fernsehserie, Episode 5x24)
- 1993–1998: Die Larry Sanders Show (The Larry Sanders Show, Fernsehserie, 12 Episoden)
- 1993: Wayne’s World 2
- 1996: Lügen haben lange Beine (The Truth About Cats & Dogs)
- 1996: Cable Guy – Die Nervensäge (The Cable Guy)
- 1996: Seinfeld (Fernsehserie, Staffel 8, Episode 9, Das Kein-Sex-Ding)
- 1997, 2001: Alle lieben Raymond (Everybody loves Raymond, Fernsehserie, 2 Episoden)
- 2000: King of B-Movies (The Independent)
- 2000: Lass es, Larry! (Curb Your Enthusiasm, Fernsehserie, Episode 1x03)
- 2001: Monkeybone
- 2003: Hinterm Mond gleich links (3rd Rock from the Sun, Fernsehserie, Episode 5x03)
- 2003: Arrested Development (Fernsehserie, Episode 1x06)
- 2005: My Big Fat Independent Movie
- 2006: Relative Strangers
- 2006: Ab in den Knast (Let’s Go to Prison)
- 2007: Die Solomon Brüder (The Brothers Solomon)
- 2007: Super High Me
- 2008: Weeds – Kleine Deals unter Nachbarn (Weeds, Fernsehserie, Episode 4x11)
- 2008–2012: How I Met Your Mother (Fernsehserie, 8 Episoden)
- 2009: Rules of Engagement (Fernsehserie, Episode 3x01)
- 2009–2013: Breaking Bad (Fernsehserie, 36 Episoden)
- 2010: Operation: Endgame
- 2010: Entourage (Fernsehserie, 3 Episoden)
- 2011: Son of Morning
- 2011: Take Me Home Tonight
- 2012: The Giant Mechanical Man
- 2013: Movie 43
- 2013: Nebraska
- 2013: The Office (Fernsehserie, Episode 9x16)
- 2013: The Spectacular Now – Perfekt ist jetzt (The Spectacular Now)
- 2013–2018: Drunk History (Fernsehserie, 4 Folgen)
- 2014: Fargo (Fernsehserie, 9 Episoden)
- 2014: Boulevard – Ein neuer Weg (Boulevard)
- 2015: Freaks of Nature
- 2015: W / Bob and David (Fernsehserie, 4 Episoden)
- 2015–2022: Better Call Saul (Fernsehserie, 63 Episoden)
- 2017: Girlfriend’s Day
- 2017: Die Verlegerin (The Post)
- 2017: The Disaster Artist
- 2018: Die Unglaublichen 2 (Incredibles 2, Stimme)
- 2019: Long Shot – Unwahrscheinlich, aber nicht unmöglich (Long Shot)
- 2019–2022: Undone (Fernsehserie, 16 Episoden)
- 2019: Dolemite Is My Name
- 2019: Little Women
- 2021: Nobody
- 2021: Mom (Fernsehserie, Episode 8x12)
- 2022: The People’s Joker
- 2023: Life Upside Down
- 2023: The Bear: King of the Kitchen (The Bear, Fernsehserie, Episode 2x06)
- 2023: Lucky Hank
- 2025: Nobody 2

### Als Regisseur
- 2003: Melvin Goes to Dinner
- 2006: Ab in den Knast (Let’s Go to Prison)
- 2007: Die Solomon Brüder (The Brothers Solomon)
- 2013: Movie 43

### Als Produzent
- 2017: Girlfriend’s Day
- 2021: Nobody
- 2025: Nobody 2

## Auszeichnungen
Odenkirk erhielt von 1989 bis 1999 zwei Emmys in der Kategorie Outstanding Individual Achievement in Writing in a Variety or Music Program sowie fünf weitere Emmy-Nominierungen, davon viermal in der Kategorie Outstanding Writing for a Variety or Music Program und einmal in der Kategorie Outstanding Music and Lyrics. Weitere Auszeichnungen erhielt Odenkirk für den Film Melvin Goes to Dinner von 2003, bei dem er Regie führte. Der Film wurde unter anderem auf dem Avignon/New York Film Festival zum besten US-Spielfilm gekürt, auf dem Birmingham Sidewalk Moving Picture Festival und dem Phoenix Film Festival zum besten Spielfilm, beim  Boston Independent Film Festival erhielt der Film den Zuschauerpreis. Für seine Rolle als Saul Goodman in der Fernsehserie Breaking Bad wurde Odenkirk als Teil des Ensembles für den Screen Actors Guild Award 2012 nominiert. Am 18. April 2022 wurde er mit dem 2720. Stern auf dem Hollywood Walk of Fame geehrt.